# Andy Earl
Pas d'image ? Cliquez ici

a Compétitions nationales et continentales officielles uniquement.

b Matchs officiels uniquement.
Dernière mise à jour le 17 novembre 2021.
Andrew Thomas Earl (né le 12 septembre 1961 à Christchurch, en Nouvelle-Zélande) est un ancien joueur de rugby à XV néo-zélandais qui a joué 14 fois avec les All-Blacks  de 1986 à 1992. Il jouait aux postes de deuxième ou troisième ligne (1,91 m et 98 kg).

## Biographie
Andy Earl n'a jamais été sélectionné régulièrement, ce qui ne l'a pas empêché de multiplier les tournées (Australie 1988, Pays de Galles et Irlande 1989, Argentine 1991, Australie et Afrique du Sud 1992) ou de compter deux participations à une Coupe du monde de rugby(1987, 1991).
Homme Protée du pack néo-zélandais, il était très précieux en tournée et en Coupe du monde au cours desquelles il couvrait trois postes. Débutant en 1986 contre l'équipe de France avec les "Babies Blacks" au poste de deuxième ligne, c’est surtout en n° 6 qu’il s’illustra. Barré par Alan Whetton, il eut son heure de gloire (méritée) lors de la tournée 89 au Pays de Galles et en Irlande et en début de saison 91 quand celui-ci était blessé. Œuvrant le plus souvent dans l’ombre, il était l’exemple type de ces troisièmes lignes traditionnellement rugueux et constamment à la mine issus de l’île du Sud.

## Palmarès
- Nombre de tests avec les Blacks : 14
- Nombre total de match avec les Blacks : 45
- Tests par saison : 3 en 1986, 1 en 1987, 2 en 1989, 6 en 1991, 2 en 1992.
- Participation à la Coupe du monde de rugby : 1987 (1 match), 1991 (5 matches)

## Statistiques

### En équipe nationale
De 1986 à 1992, Andy Earl compte 14 sélections avec les All-Blacks, inscrivant 12 points. Avec les Kiwis, il dispute deux Coupe du monde en 1987 et 1991.